# Herbstia rubra
Herbstia rubra is een krabbensoort uit de familie van de Epialtidae. De wetenschappelijke naam van de soort is voor het eerst geldig gepubliceerd in 1869 door A. Milne Edwards.